# Cerainotunnel
Der Cerainotunnel (italienisch Galleria Ceraino) ist ein Eisenbahntunnel der Brennerbahn in Venetien. Er hat eine Länge von 4314 Metern und ist damit der drittlängste Tunnel der Brennerbahn nach dem Schlerntunnel und dem Pflerschtunnel. Außerdem ist der Cerainotunnel der südlichste Tunnel der Brennerbahn.

## Lage
Der Cerainotunnel liegt östlich der Etsch und unterquert einen Bergrücken des Monte Pastello am Rand der Vizentiner Voralpen. Die Tunnelportale liegen im Etschtal bzw. im Vallagarina. Der Tunnel kürzt einen Mäander der Etsch ab und umfährt die Veroneser Klause und das namensgebende Dorf Ceraino. Über dem Tunnel liegt das Dorf Monte der Gemeinde Sant’Ambrogio di Valpolicella.
Der Cerainotunnel liegt zwischen dem Bahnhof Domegliara-Sant’Ambrogio im Süden und der Haltestelle Dolcè im Norden.

## Geschichte und Ausstattung
Der Tunnel wurde im Rahmen der Umgestaltung der Brennerbahn errichtet und ersetzte die bis 1998 benutzte, 6725 Meter lange, kurvenreiche Trasse durch das Vallagarina mit dem alten, 694 Meter langen Cerainotunnel und dem bereits einige Jahre zuvor nicht mehr bedienten Bahnhof Ceraino. Auf der alten Trasse wurden im Januar 1999 die Gleise abgebaut.
Der Tunnel verläuft im Vergleich zur alten Trasse deutlich geradliniger und ermöglicht höhere Geschwindigkeiten. Die Röhre des Tunnels ist zweigleisig angelegt. An beiden Portalen befinden sich je ein Rettungsplatz mit Hubschrauberlandeplatz.